# OSI 20 M TS
OSI 20 M TS – sportowy samochód produkowany przez włoską firmę Officine Stampaggi Industriali w latach 1966–1968 na podzespołach modelu Ford 20M. Nadwozie zaprojektował Sergio Sartorelli. W związku z wdrożeniem produkcji modelu Capri Ford zakończył współpracę z OSI, doprowadzając do zakończenia produkcji tego pojazdu. Łącznie powstało ok. 2200 sztuk